# Gilberto di Clare, V conte di Gloucester
Gilberto di Clare, quinto conte di Hertford (25 ottobre 1180 – 25 ottobre 1230), è stato un conte inglese.

## Biografia
Era figlio di Riccardo di Clare, III conte di Hertford, dal quale ereditò il patrimonio dei Clare. Dalla madre Amice FitzRobert ereditò invece gli immobili di Gloucester e il titolo di St. Hilary, e da Rohese, un avo, la metà della proprietà di Giffard. Nel giugno 1202 gli furono affidati le terre di Harfleur e di Montrevillers.
Nel 1215 Gilberto e il padre, due dei baroni che garantirono la Magna Carta, sostennero Luigi VIII di Francia nella Prima guerra dei baroni, combattendo a Lincoln.
Fu fatto prigioniero nel 1217 dal leggendario Guglielmo il Maresciallo, del quale più tardi sposò la figlia Isabella.

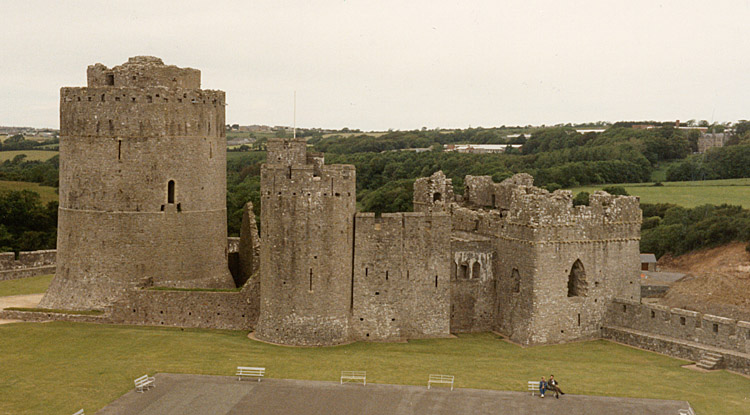
Castello di Pembroke

Nel 1223 accompagnò il proprio cognato, il conte di Pembroke, in una spedizione nel Galles. Nel 1225 fu presente alla conferma della Great Charter di Enrico III d'Inghilterra. Nel 1228 condusse un esercito contro i Gallesi, catturando Morgan Gam che fu rilasciato l'anno successivo.
Si unì ad una spedizione in Bretagna, ma morì il giorno del suo compleanno in quel ducato sulla via del ritorno per Penrose; il suo corpo fu riportato a casa, a Tewkesbury, attraverso Plymouth e Cranbourgh.
La sua vedova, Isabel, sposò più tardi Riccardo di Cornovaglia.

## Ascendenza
|                                                                 |                                |                                            | Genitori                                 |  |  | Nonni |  |  | Bisnonni                               |  |  | Trisnonni                               |  |
|                                                                 |                                |                                            |                                          |  |  |       |  |  | Riccardo di Clare, I conte di Hertford |  |  | Gilbert FitzRichard, II barone di Clare |  |
|                                                                 |                                |                                            |                                          |  |  |       |  |  | Riccardo di Clare, I conte di Hertford |  |  | Gilbert FitzRichard, II barone di Clare |  |
|                                                                 |                                | Adeliza de Clermont                        |                                          |  |  |       |  |  | Riccardo di Clare, I conte di Hertford |  |  |                                         |  |
| Ruggero di Clare, II conte di Hertford                          |                                |                                            |                                          |  |  |       |  |  | Riccardo di Clare, I conte di Hertford |  |  |                                         |  |
|                                                                 |                                | Alice de Gernon                            | Ranulph de Gernon, IV conte di Chester   |  |  |       |  |  |                                        |  |  |                                         |  |
|                                                                 |                                | Alice de Gernon                            | Ranulph de Gernon, IV conte di Chester   |  |  |       |  |  |                                        |  |  |                                         |  |
|                                                                 |                                | Alice de Gernon                            | Maud di Gloucester                       |  |  |       |  |  |                                        |  |  |                                         |  |
| Riccardo di Clare, III conte di Hertford                        |                                | Alice de Gernon                            |                                          |  |  |       |  |  |                                        |  |  |                                         |  |
|                                                                 |                                | Giacomo, signore di Saint-Hilaire          | Harscoit, signore di Saint-Hilaire       |  |  |       |  |  |                                        |  |  |                                         |  |
|                                                                 |                                | Giacomo, signore di Saint-Hilaire          | Harscoit, signore di Saint-Hilaire       |  |  |       |  |  |                                        |  |  |                                         |  |
|                                                                 |                                | Giacomo, signore di Saint-Hilaire          | Matilda                                  |  |  |       |  |  |                                        |  |  |                                         |  |
| Matilda de Saint-Hilaire                                        |                                | Giacomo, signore di Saint-Hilaire          |                                          |  |  |       |  |  |                                        |  |  |                                         |  |
|                                                                 |                                | Aveline                                    | …                                        |  |  |       |  |  |                                        |  |  |                                         |  |
|                                                                 |                                | Aveline                                    | …                                        |  |  |       |  |  |                                        |  |  |                                         |  |
|                                                                 |                                | Aveline                                    | …                                        |  |  |       |  |  |                                        |  |  |                                         |  |
| Gilberto di Clare, V conte di Gloucester e IV conte di Hertford |                                | Aveline                                    |                                          |  |  |       |  |  |                                        |  |  |                                         |  |
|                                                                 | Roberto, I conte di Gloucester | Enrico I, re d'Inghilterra                 |                                          |  |  |       |  |  |                                        |  |  |                                         |  |
|                                                                 | Roberto, I conte di Gloucester | Enrico I, re d'Inghilterra                 |                                          |  |  |       |  |  |                                        |  |  |                                         |  |
|                                                                 | Roberto, I conte di Gloucester | …                                          |                                          |  |  |       |  |  |                                        |  |  |                                         |  |
| Guglielmo, II conte di Gloucester                               | Roberto, I conte di Gloucester |                                            |                                          |  |  |       |  |  |                                        |  |  |                                         |  |
|                                                                 |                                | Mabel Fitzhamon, signora di Gloucester     | Roberto Fitzhamon, signore di Gloucester |  |  |       |  |  |                                        |  |  |                                         |  |
|                                                                 |                                | Mabel Fitzhamon, signora di Gloucester     | Roberto Fitzhamon, signore di Gloucester |  |  |       |  |  |                                        |  |  |                                         |  |
|                                                                 |                                | Mabel Fitzhamon, signora di Gloucester     | Sibilla di Montgomery                    |  |  |       |  |  |                                        |  |  |                                         |  |
| Amice di Gloucester                                             |                                | Mabel Fitzhamon, signora di Gloucester     |                                          |  |  |       |  |  |                                        |  |  |                                         |  |
|                                                                 |                                | Roberto di Beaumont, II conte di Leicester | Robert de Beaumont, I conte di Leicester |  |  |       |  |  |                                        |  |  |                                         |  |
|                                                                 |                                | Roberto di Beaumont, II conte di Leicester | Robert de Beaumont, I conte di Leicester |  |  |       |  |  |                                        |  |  |                                         |  |
|                                                                 |                                | Roberto di Beaumont, II conte di Leicester | Elisabetta di Vermandois                 |  |  |       |  |  |                                        |  |  |                                         |  |
| Havisa di Beaumont                                              |                                | Roberto di Beaumont, II conte di Leicester |                                          |  |  |       |  |  |                                        |  |  |                                         |  |
|                                                                 |                                | Amice de Gael                              | Ralph de Gael, II conte di Norfolk       |  |  |       |  |  |                                        |  |  |                                         |  |
|                                                                 |                                | Amice de Gael                              | Ralph de Gael, II conte di Norfolk       |  |  |       |  |  |                                        |  |  |                                         |  |
|                                                                 |                                | Amice de Gael                              | Emma FitzOsbern                          |  |  |       |  |  |                                        |  |  |                                         |  |
|                                                                 |                                | Amice de Gael                              |                                          |  |  |       |  |  |                                        |  |  |                                         |  |